# 詹寧斯海崖
66°42′S 55°29′E / 66.700°S 55.483°E
詹寧斯海崖是南極洲的海崖，位於斯托雷古特山以北19公里，海拔高度100米，由澳大利亞探險家率領的探險隊發現，挪威製圖師根據該國探險隊的空中照片繪入地圖。